# Airegin

Airegin est un morceau composé par le saxophoniste ténor Sonny Rollins en 1954 et devenu par la suite un standard de jazz. Le titre provient du nom du pays Nigeria qui est épelé à l'envers et révèle à la fois le grand intérêt de Rollins pour les origines du jazz africain et de ses propres origines. Il est enregistré en 1954 par Miles Davis sur l'album Bags' Groove avec Rollins au saxophone et enregistré à nouveau par le Quintet de Miles en 1956 sur leur album Cookin'. 
Le morceau a également été interprété par les guitaristes Wes Montgomery sur son album The Incredible Jazz Guitar de Wes Montgomery (1960) et Grant Green sur l'album Nigeria (1962), qui a par ailleurs souvent joué des morceaux de Rollins dans les années 1960 tels que Solid, Oleo, Sonnymoon For Two. Une version avec des paroles composées par Jon Hendricks est parue en 1958 sur l'album The Swingers! du groupe vocal américain Lambert, Hendricks & Ross ainsi qu'en 1985 sur l'album Vocalese du groupe The Manhattan Transfer. Le flutiste Hubert Laws l'interprète aussi sur l'album In The Beginning (1974) en compagnie du batteur Steve Gadd qui y joue un motif samba très rapide derrière un piccolo de Laws. Le musicien Maynard Ferguson enregistre également cette composition à deux reprises; sur l'album Color Him Wild (1964) où il joue un solo overdubbé puis sur New Vintage paru en 1977. Stan Getz et Chet Baker l'interprètent également lors des "Stockholm Concerts" en 1983 (concert dont il existe un triple album). Le pianiste italien Franco D'Andrea reprend le morceau sur son album Airegin (1991) ainsi que le titre Doxy.